# Cheirolophus uliginosus
Cheirolophus uliginosus es una especie de planta perenne de la familia  de las asteráceas. 

## Descripción
Es una planta perenne rizomatosa, con indumento pubérulo de pelos pluricelulares. Tiene tallos que alcanzan un tamaño de hasta 250 cm de altura, poco ramificados, herbáceos. Las hojas inferiores largamente pecioladas, oblanceoladas, lobadas; las caulinares de oblanceoladas a lanceoladas, atenuadas en un pecíolo corto, dentadas, espinulosas. Capítulos solitarios, largamente pedunculados. Involucro de c. 20 x 18 mm, subgloboso. Brácteas externas y medias ovadas u ovado-elípticas, glabras, con margen violáceo; apéndice palmeado, no decurrente, con 3-7 setas cortas y escábridas. Flores rosadas; las más externas estériles; las internas hermafroditas, con tubo de  12 mm y limbo de  13 mm. Aquenios de 4-4,5 x 1,4 mm, subobcónicos o subcilíndricos, glabros; hilo cárpico subbasal, cóncavo, glabro. Vilano de  2,5 mm, blanco, el de los aquenios externos prontamente caduco.  Florece y fructifica en junio.

## Distribución y hábitat
Se encuentra en lugares muy húmedos de gran influencia atlántica. En España en el litoral onubense, Algeciras y en el oeste de Portugal.

## Taxonomía
Cheirolophus uliginosus fue descrita por (Brot.) Dostál y publicado en Bot. J. Linn. Soc. 71(3): 193. 1976.
Etimología
El nombre Cheirolophus significa "cabeza de color rojo", mientras que el epíteto uliginosus significa "de los pantanos".
Citología
Tiene un número de cromosomas 2n = 24, 30 (Huelva), 32.
Sinonimia
- Centaurea uliginosa Brot.[5]

## Nombres comunes
- Castellano: escoba de charcos.[6]